# Ігнацій Скорупка
Ігнацій Ян Скорупка (пол. Ignacy Jan Skorupka; 31 липня 1893, Варшава — 14 серпня 1920, поблизу Оссова) — польський, католицький священик, капелан польської армії. Його смерть стала одним із символів Варшавської битви.

## Життєпис
Ігнацій Скорупка, герба Слєповрон, народився у Варшаві, в будинку на вулиці Цепла, 3, у робітничому районі Воля. Він був старшим сином Адама Скорупки, службовця страхової компанії у Варшаві, який був дворянського походження з Підляшшя, та Елеонори, уродженої Помінської, дочки повстанця з 1863 року; його молодший брат був відомим активістом-розвідником міжвоєнного періоду, скаутом Казімежем Скорупкою.
Фігура Ігнація Скорупки була мотивом багатьох картин. На прохання Папи Пія XI в Кастель-Гандольфо була створена настінна картина Яна Генріха Розену, на якій зображена Осовська битва з центральною фігурою священика; Його також розмістили поруч із зображенням Богоматері Ченстоховської у польській каплиці в Лорето. Це було видно також на триптиху в церкві Богоматері Перемоги в Камйонеку, правому крилі якого було зображено битву при Оссові. Зображення битви, з центральною фігурою о. Скорупки, вони малювали, серед інших Єжи Коссак, Роман Братковський та Болеслав Навроцький. В обігу були листівки із зображенням священика та Діви Марії.

## Вшанування
У 1933—1950 роках у Львові була вулиця Ксьонза Скорупки (нинішня вулиця Дмитра Гуні) у місцевості Клепарів. 